# حاجی بادام
حاجی بادام نوعی شیرینی محلی است که در یزد تولید می‌شود. مغز بادام، پودر قند، آرد گندم، شکر آسیاب شده، آرد نخود چی، تخم مرغ، هل، جوز هندی از ترکیبات حاجی بادام هستند.

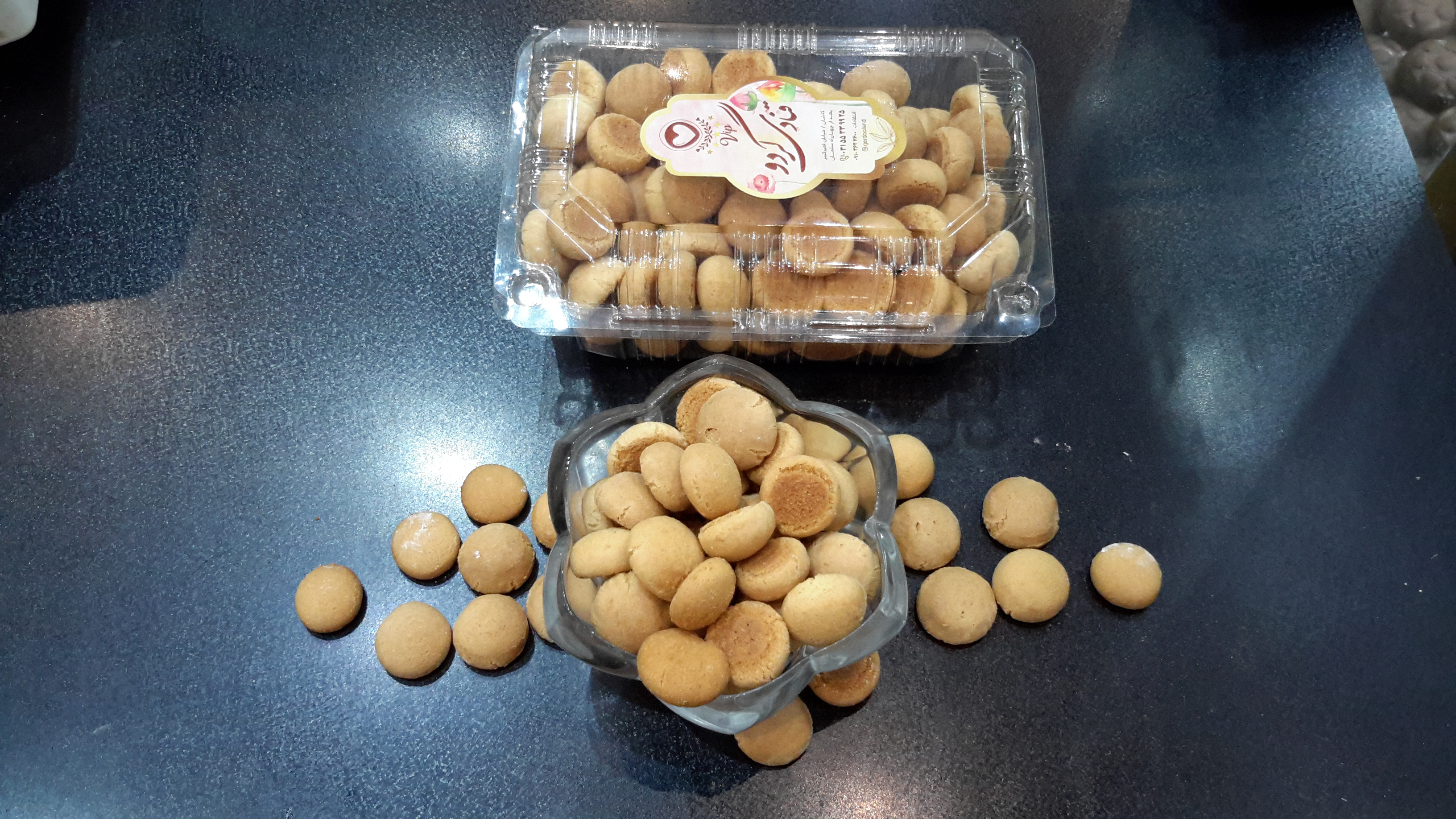
حاجی بادام

## نام
دربارهٔ وجه تسمیه حاج بادام دو روایت وجود دارد. همان‌طور که مسلم است کلمه بادام به علت وجود بادام در این شیرینی استفاده می‌شود اما دربارۀ کلمه حاج دو روایت وجود دارد. روایت اول این است که: یکی از نوادگان حاج خلیفه علی رهبر در مصاحبه‌ای در روزنامه سرمایه دربارهٔ نام شیرینی حاج بادام اینطور بیان می‌کند که وقتی حاج خلیفه به سفر می رود، مقداری خوراکی برای توشه راه از یزد با خود می‌برد که یکی از این خوراکی‌ها شیرینی بادامی بوده است، وقتی حاج خلیفه از سفر حج بازمی‌گردد متوجه می‌شود که مقداری شیرینی بادامی در جیب‌شان باقی مانده است و اصطلاحاً می‌گویند این شیرینی‌ها نیز حاجی شده‌اند.
در روایت دوم علی شرقی پژوهشگر یزدی می‌گوید: احتمال آن وجود دارد که کلمه حاج از کلمه ترکی آجی به معنی تلخ آمده باشد و چون در گویش یزدی آجی شبیه به حاجی تلفظ می‌شود، به مرور آجی بادام یا شیرینی بادام تلخ به حاجی بادام تغییر کرده است.